# Mau-Uluria (Ort)
Mau-Uluria ist ein osttimoresischer Ort im Suco Hoholau (Verwaltungsamt Aileu, Gemeinde Aileu).

## Geographie und Einrichtungen
Das Dorf Mau-Uluria liegt im Norden der Aldeia Mau-Uluria, an der Straße, die die Aldeia von Nord nach Süd durchquert. In einem halben Kilometer Entfernung in Richtung Norden befindet sich in nächster Nachbarschaft das Dorf Acolimamate, mit der nächstgelegenen Grundschule. Knapp fünf Kilometer südlich von Mau-Uluria liegt das Dorf Hatulai, dazwischen befinden sich verstreut immer wieder Häuser an der Straße.
Im Dorf Mau-Uluria befindet sich der Sitz der gleichnamigen Aldeia.